# 魔女王
『魔女王』は、QuinRoseより2014年7月31日に発売されたPlayStation Portable用恋愛アドベンチャーゲーム。

## あらすじ
剣と魔法の世界。魔族の王は、ある事情で城を一時離れることになり、娘に王座を託した。時期尚早だと思いつつも、娘は魔王としての執務にあたることにした。だが、人間の中には魔族に対して容赦しない者もおり、人間に対しても優しさを持つ娘は心を痛めるばかり。はたして、娘に魔王の執務は務まるのであろうか。

## 登場人物
ローズ＝ディノワール（Rose Dinoire）
魔王の娘。城を離れた父の仕事の代理を引き受けることとなった。

### アトラス一行
アトラス＝リーヴィス（Atlas Leavis）
声 - 前野智昭
赤毛の勇者。魔族に対する憎しみから魔族に容赦しないが、人間への愛は多大。
エドガー＝ラング（Edgar Lang）
声 - 立木文彦
戦士。パーティー内では兄貴分。
ドロップ＝ルスト（Drop Rust）
声 - 代永翼
魔法使い。好奇心旺盛で、魔族を研究対象として見ている。
メルヴィン（Melvin）
声 - 柿原徹也
占い師兼商人。占いやアイテムでパーティーを支援している。お調子者のようでつかみどころがない。

### その他
レオンハルト＝ローゼンハイン（Leonhard Rosenhain）
声 - 緑川光
リゼンバルド王国の王子。魔王の城に貢物として監禁されているものの、自らの運命を受け入れている。
マリオン＝ナイトハルト（Marion Neithart）
声 - 三木眞一郎
ローズの護衛である暗黒騎士。ローズが幼いころから護衛を務めており、彼女に忠誠を誓っている一方、他者への関心が薄い。
サミュエル＝バレット（Samuel Barrett）
声 - 諏訪部順一
ローズの部下である暗黒司祭。
ドリス＝マリル（Doris Murrill）
声 - 五十嵐裕美
魔王城のメイド長。